# إستروجين (دواء)
هرمون الإستروجين (E) هو نوع من الأدوية شائع الاستخدام لتحديد النسل الهرموني والعلاج الهرموني للضهي، ويُشكل أيضًا جزءًا من العلاج الهرموني المؤنث للنساء المتحولات جنسيًا. يمكن استخدامه أيضًا في علاج السرطانات الحساسة للهرمونات مثل سرطان الثدي وسرطان البروستاتا وله العديد من الاستطبابات الأخرى. يستخدم الإستروجين بمفرده أو مع المركبات البروجستيرونية. يتوافر في مجموعة متنوعة من الصيغ ويُطبق بالعديد من الطرق المختلفة. تشمل الأمثلة على الإستروجينات الاستراديول المطابق حيويًا، والاستروجين المقرون الطبيعي، والإستروجين الاصطناعي الستيرويدي مثل إيثينيل إستراديول، والإستروجين الاصطناعي غير الستيرويدي مثل ثنائي إيثيل ستيلبويسترول. يعد الإستروجين واحدًا من ثلاثة أنواع من ناهضات الهرمونات الجنسية، ويشمل النوعان الآخران الأندروجينات أو الستيرويدات الابتنائية مثل التستوستيرون، والبروجستيرونات مثل البروجسترون.
تشمل الآثار الجانبية لهرمون الإستروجين ألم الثدي، وتضخم الثدي، والصداع، والغثيان، واحتباس السوائل، والوذمة إلى جانب أمور أخرى. تشمل الآثار الجانبية الأخرى للإستروجين زيادة خطر الإصابة بجلطات الدم وأمراض القلب والأوعية الدموية وسرطان الثدي عند تناولها مع معظم المركبات البروجستيرونية. قد يسبب تناول الرجال للإستروجين التثدي، والتأنيث، والعقم، وانخفاض مستويات هرمون التستوستيرون، والضعف الجنسي إلى جانب أمور أخرى.
يعد الإستروجين منبهًا للمستقبلات الإستروجينية التي تمثل الأهداف الحيوية للإستروجينات الذاتية مثل الاستراديول. يتمتع بتأثيرات مهمة في العديد من أنسجة الجسم، منها الجهاز التناسلي الأنثوي (الرحم والمهبل والمبيضين)، والثدي، والعظام، والنسيج الشحمي، والكبد، والدماغ إلى جانب أعضاء أخرى. على عكس الأدوية الأخرى مثل البروجستينات والستيرويدات الابتنائية، لا يمتلك الإستروجين أي أنشطة هرمونية أخرى. يتمتع الإستروجين أيضًا بتأثيرات مضادة لموجهة الغدد التناسلية، ويمكن أن تثبط الجرعات العالية منه إنتاج الهرمونات الجنسية. يتوسط في تأثيراته المانعة للحمل مع البروجستين عن طريق تثبيط الإباضة.
طُرح الإستروجين لأول مرة للاستخدام الطبي في أوائل ثلاثينيات القرن الماضي، وبدأ استخدامها في تحديد النسل مع البروجستين في خمسينيات القرن الماضي. طُرحت مجموعة متنوعة منه في الأسواق للاستخدام السريري لدى البشر أو للاستخدام في العيادات البيطرية، على الرغم من أن الاستخدام واسع النطاق اقتصر على حفنة فقط من هذه الأنواع. يمكن تصنيف هذه الأدوية في أنواع مختلفة بناءً على المنشأ والبنية الكيميائية. يتوفر الإستروجين على نطاق واسع في جميع أنحاء العالم ويستخدم في معظم أشكال تحديد النسل الهرموني وفي جميع أنظمة العلاج الهرموني للضهي.

## الاستخدامات الطبية

### تحديد النسل
يتمتع هرمون الإستروجين بتأثيرات مانعة للحمل ويُستخدم مع البروجستين (المركبات البروجستيرونية الاصطناعية) في تحديد النسل لمنع الحمل عند النساء. يشار إليه باسم مانع الحمل الهرموني المركب. يتواسط التأثير المضاد للغدد التناسلية في قدرة الاستروجين على منع الحمل، أي أنه يعتمد على تثبيط الإباضة. يتكون القسم الإستروجيني في معظم موانع الحمل الفموية المشتركة من الإيثينيل إستراديول أو دواءه الأولي الذي يدعى الميسترانول، ويحتوي عدد قليل منها على الإستراديول أو الإستراديول فاليرات. يستخدم الإيثينيل إستراديول عمومًا في موانع الحمل الفموية بدلًا من الإستراديول لأنه يتمتع بحرائك دوائية فموية أفضل (توافره الحيوي أعلى، واختلافاته الوراثية أقل) ويعد أكثر فعالية في ضبط النزف المهبلي. تعود قدراته إلى طبيعته التركيبية ومقاومته للاستقلاب في أنسجة معينة مثل الأمعاء والكبد والرحم مقارنة مع الإستراديول. تشمل الأشكال الأخرى من وسائل منع الحمل الهرمونية المركبة إلى جانب موانع الحمل الفموية: لصقات منع الحمل، وحلقات منع الحمل المهبلية، وموانع الحمل المركبة القابلة للحقن. تحتوي لصقات منع الحمل والحلقات المهبلية على الإيثينيل إستراديول في قسمها الإستروجيني، في حين تحتوي موانع الحمل المركبة القابلة للحقن على الإستراديول أو أسترات الإستراديول نموذجيًا.

### العلاج الهرموني

#### سن الضهي
يُعطى الإستروجين مع بعض الهرمونات الأخرى للنساء بعد سن الضهي للوقاية من هشاشة العظام وبغية علاج أعراض الضهي مثل الهبات الساخنة وجفاف المهبل وسلس البول والإحساس بالبرد والدوخة والتعب والتهيج والتعرق. يقلل العلاج وقوع كسور العمود الفقري والرسغ والوركين بنسبة 50 إلى 70% وتزداد كثافة عظام العمود الفقري بنسبة 5% تقريبًا لدى النساء اللاتي عولجن بالإستروجين خلال 3 سنوات من بدء الضهي ولمدة 5 إلى 10 سنوات بعده.
قبل التوصل لفهم جيد حول المخاطر المحددة لهرمون الإستروجين المقترن (مثل البريمارين)، كان العلاج المعياري منه محددًا بجرعة 0.625 ملغ/يوم. مع ذلك، تتواجد مخاطر مرتبطة بالعلاج بالإستروجين المقترن. أُجريت دراسات على النساء الأكبر سنًا بعد الضهي ضمن مبادرة صحة المرأة (دبليو إتش آي)، ووُجد أن تناول مكمل الإستروجين المقرون عن طريق الفم يترافق مع زيادة تجلط الدم الخطير. استخدمت دراسات مبادرة صحة المرأة نوعًا واحدًا من مكملات الإستروجين، والتي تضمنت جرعة فموية عالية من الإستروجين المقرون (البريمارين وحده، والبريمارين مع ميدروكسي بروجستيرون أسيتات مثل بريمبرو).
في دراسة أجرتها معاهد الصحة الوطنية الأمريكية، لم يثبت أن خطر الإستروجين المؤستر على الصحة يماثل خطر الإستروجين المقرون. يعد العلاج الهرموني للضهي ذي تأثيرات إيجابية على مستويات الكوليسترول في الدم، ويقلل من حدوث أمراض القلب والأوعية الدموية إذا طُبق فور بدء الضهي، ولكن يُذكر أن هذه الفرضية لم تخضع للاختبارات التجارب العشوائية. يبدي الإستروجين تأثيرًا وقائيًا من تصلب الشرايين، إذ يخفض البروتينات الدهنية منخفضة الكثافة والدهون الثلاثية، ويرفع مستويات البروتينات الدهنية مرتفعة الكثافة، ويتمتع بخصائص موسعة على بطانة الأوعية بالإضافة إلى احتوائه على مضاد للالتهابات.
ما زالت الدراسات قائمة لتحديد ما إذا كانت مخاطر استخدام عقاقير الإستروجين هي نفسها في جميع طرق توصيل الهرمون. قد يتسبب الإستروجين المطبق موضعيًا على وجه الخصوص في مجموعة من الآثار الجانبية تختلف عن تلك التي تظهر عند تناول الهرمون عن طريق الفم، ولا يؤثر تطبيقه عبر الجلد على عملية التخثر نظرًا لأنه يُمتص مباشرة إلى الدورة الدموية الجهازية، ما يؤدي إلى تجنب استقلاب المرور الأولي في الكبد. تعد طريقة التطبيق هذه مفضلة لدى النساء اللاتي يمتلكن سوابق أمراض خثارية.
يستخدم الإستروجين أيضًا في علاج ضمور المهبل وعوز الإستروجين (نتيجة قصور الغدد التناسلية أو استئصال المبيض أو قصور المبيض الأولي) وانقطاع الطمث وعسر الطمث وقلة الطموث. يمكن أيضًا استخدام الإستروجين لتثبيط الإرضاع بعد الولادة.
لم يعد يستخدم الإستروجين الاصطناعي في العلاج الهرموني للضهي، وتضم أمثلته الإستروجينات البديلة 17 ألفا ومنها: إيثينيل إستراديول وإستره سي 3، وإيثرات ميسترانول، وكوينيسترول، وإيثينيل إستراديول سلفونات، والإستروجينات غير الستيرويدية مثل ستيلبويسترول ثنائي إيثيل ستيلبويسترول، وهيكسيسترول، والدينستيرول. يعود ذلك إلى آثاره غير المتناسبة على تخليق البروتين في الكبد والمخاطر الصحية المرتبطة بالأمر.